# Thánh sử Máccô
Thánh sử Máccô (hay đơn giản là Thánh Máccô; Latinh: Marcus; tiếng Hy Lạp: Μᾶρκος; tiếng Copt: Μαρκος; tiếng Do Thái: מרקוס) theo truyền thống là tác giả quyển Phúc Âm Máccô. Ông thuộc nhóm bảy mươi môn đệ và là người sáng lập ra Giáo hội tại Alexandria - một trong ba tòa giám mục nguyên thủy của Kitô giáo. Ngày lễ kính của ông được cử hành vào ngày 25 tháng 4 hằng năm, và biểu tượng của ông là con sư tử có cánh.